# Clovis (California)
Clovis es una ciudad situada en el condado de Fresno, California, Estados Unidos. Tiene una población estimada, a mediados de 2023, de 125 826 habitantes.
Fue fundada en 1912.

## Geografía
La ciudad está ubicada en las coordenadas 36°49′N 119°41′O / 36.817, -119.683 (36.827809, -119.681843). Según la Oficina del Censo, tiene una superficie total de 68.31 km², de los cuales 68.00 km² corresponden a tierra firme y 0.31 km² están cubiertos de agua.

## Demografía

### Censo de 2020
Según el censo de 2020, en ese momento la ciudad tenía una población de 120 124 habitantes.
| Raza                   | Núm.    | Porc.   |
| ---------------------- | ------- | ------- |
| Blancos                | 66 916  | 55.71%  |
| Afroamericanos         | 3312    | 2.76%   |
| Amerindios             | 1647    | 1.37%   |
| Asiáticos              | 15 643  | 13.02%  |
| Isleños del Pacífico   | 339     | 0.28%   |
| De otras razas         | 14 127  | 11.76%  |
| De una mezcla de razas | 18 140  | 15.10%  |
| Total                  | 120 124 | 100.00% |

Del total de la población, el 30.46% eran hispanos o latinos de cualquier raza.

### Estimación 2019-2023
Según la estimación 2019-2023 de la Oficina del Censo, los ingresos medios de los hogares de la ciudad son de $88 828 y los ingresos medios de las familias son de $107 088.  Alrededor del 7.6 % de la población está por debajo de la línea de pobreza.

### Estimación 2018-2022
De acuerdo con la estimación 2018-2022, en ese momento los ingresos per cápita en los últimos doce meses, medidos en dólares de 2022, eran de $41 909.

## Personas destacadas
- Chris Colfer, actor y cantante, conocido por el papel de Kurt Hummel en Glee.[8]
- Aaron Hill, actor conocido por su papel en la serie Greek
- Colby Covington, especialista en artes marciales